# ألكسندر يوفانوفيتش (لاعب كرة قدم صربي)
ألكسندر يوفانوفيتش (5 سبتمبر 1984 في صربيا - ) هو لاعب كرة قدم صربي في مركز الدفاع. لعب مع رادنيتشكي نيش ونادي أو إف كيه بيوغراد وOFK Sinđelić Niš ‏ وOFK Niš ‏.

## وصلات خارجية
- ألكسندر يوفانوفيتش على موقع الاتحاد الأوربي (الإنجليزية)
- ألكسندر يوفانوفيتش على موقع قاعدة بيانات كرة القدم.إي يو (الإنجليزية)
- ألكسندر يوفانوفيتش على موقع Soccerway.com (الإنجليزية)